# Anton Salvesen
Anton Salvesen (ur. 24 października 1927, zm. 24 lipca 1994) – norweski saneczkarz, złoty medalista mistrzostw świata.

## Kariera
Największy sukces w karierze osiągnął w 1955 roku, kiedy zdobył złoty medal w jedynkach podczas mistrzostw świata w Oslo. W zawodach tych wyprzedził bezpośrednio dwóch Austriaków: Josefa Thalera oraz Josefa Issera. Był to jego jedyny medal wywalczony na międzynarodowej imprezie tej rangi. Była to pierwsza edycja zawodów tego cyklu, Salvesen został tym samym pierwszym mistrzem świata w historii. Jest to także jedyny medal zdobyty przez Norwegię na mistrzostwach świata w saneczkarstwie. Na tych samych mistrzostwach Salvesen był też szósty w dwójkach.